# Berchères-Saint-Germain
Berchères-Saint-Germain és un municipi francès, situat al departament de l'Eure i Loir i a la regió de Centre – Vall del Loira. L'any 2007 tenia 784 habitants.

## Demografia

### Població
El 2007 la població de fet de Berchères-Saint-Germain era de 784 persones. Hi havia 284 famílies, de les quals 48 eren unipersonals (36 homes vivint sols i 12 dones vivint soles), 92 parelles sense fills, 132 parelles amb fills i 12 famílies monoparentals amb fills.
La població ha evolucionat segons el següent gràfic:
Habitants censats

### Habitatges
El 2007 hi havia 335 habitatges, 290 eren l'habitatge principal de la família, 25 eren segones residències i 20 estaven desocupats. 317 eren cases i 3 eren apartaments. Dels 290 habitatges principals, 253 estaven ocupats pels seus propietaris, 34 estaven llogats i ocupats pels llogaters i 3 estaven cedits a títol gratuït; 13 tenien una cambra, 14 en tenien dues, 26 en tenien tres, 80 en tenien quatre i 157 en tenien cinc o més. 228 habitatges disposaven pel capbaix d'una plaça de pàrquing. A 94 habitatges hi havia un automòbil i a 181 n'hi havia dos o més.

### Piràmide de població
La piràmide de població per edats i sexe el 2009 era:
| Homes | Edats   | Dones |
| ----- | ------- | ----- |
| 0     | 95 o +  | 0     |
| 0     | 90 a 94 | 4     |
| 4     | 85 a 89 | 4     |
| 4     | 80 a 84 | 4     |
| 8     | 75 a 79 | 8     |
| 12    | 70 a 74 | 12    |
| 12    | 65 a 69 | 12    |
| 28    | 60 a 64 | 4     |
| 8     | 55 a 59 | 20    |
| 16    | 50 a 54 | 12    |
| 32    | 45 a 49 | 36    |
| 32    | 40 a 44 | 24    |
| 24    | 35 a 39 | 20    |
| 36    | 30 a 34 | 40    |
| 12    | 25 a 29 | 16    |
| 12    | 20 a 24 | 4     |
| 36    | 15 a 19 | 24    |
| 28    | 10 a 14 | 36    |
| 32    | 5 a 9   | 12    |
| 24    | 0 a 4   | 24    |

## Economia
El 2007 la població en edat de treballar era de 527 persones, 410 eren actives i 117 eren inactives. De les 410 persones actives 379 estaven ocupades (207 homes i 172 dones) i 31 estaven aturades (14 homes i 17 dones). De les 117 persones inactives 43 estaven jubilades, 45 estaven estudiant i 29 estaven classificades com a «altres inactius».

### Ingressos
El 2009 a Berchères-Saint-Germain hi havia 286 unitats fiscals que integraven 800 persones, la mediana anual d'ingressos fiscals per persona era de 21.860 €.

### Activitats econòmiques
Dels 21 establiments que hi havia el 2007, 4 eren d'empreses de construcció, 4 d'empreses de comerç i reparació d'automòbils, 2 d'empreses de transport, 1 d'una empresa d'hostatgeria i restauració, 2 d'empreses d'informació i comunicació, 1 d'una empresa financera, 1 d'una empresa immobiliària, 3 d'empreses de serveis i 3 d'entitats de l'administració pública.
Dels 4 establiments de servei als particulars que hi havia el 2009, 1 era un guixaire pintor, 1 fusteria, 1 electricista i 1 restaurant.
L'any 2000 a Berchères-Saint-Germain hi havia 13 explotacions agrícoles.

## Equipaments sanitaris i escolars
El 2009 hi havia una escola elemental.

## Poblacions més properes
El següent diagrama mostra les poblacions més properes.